# Поддубцевская Покровская церковь

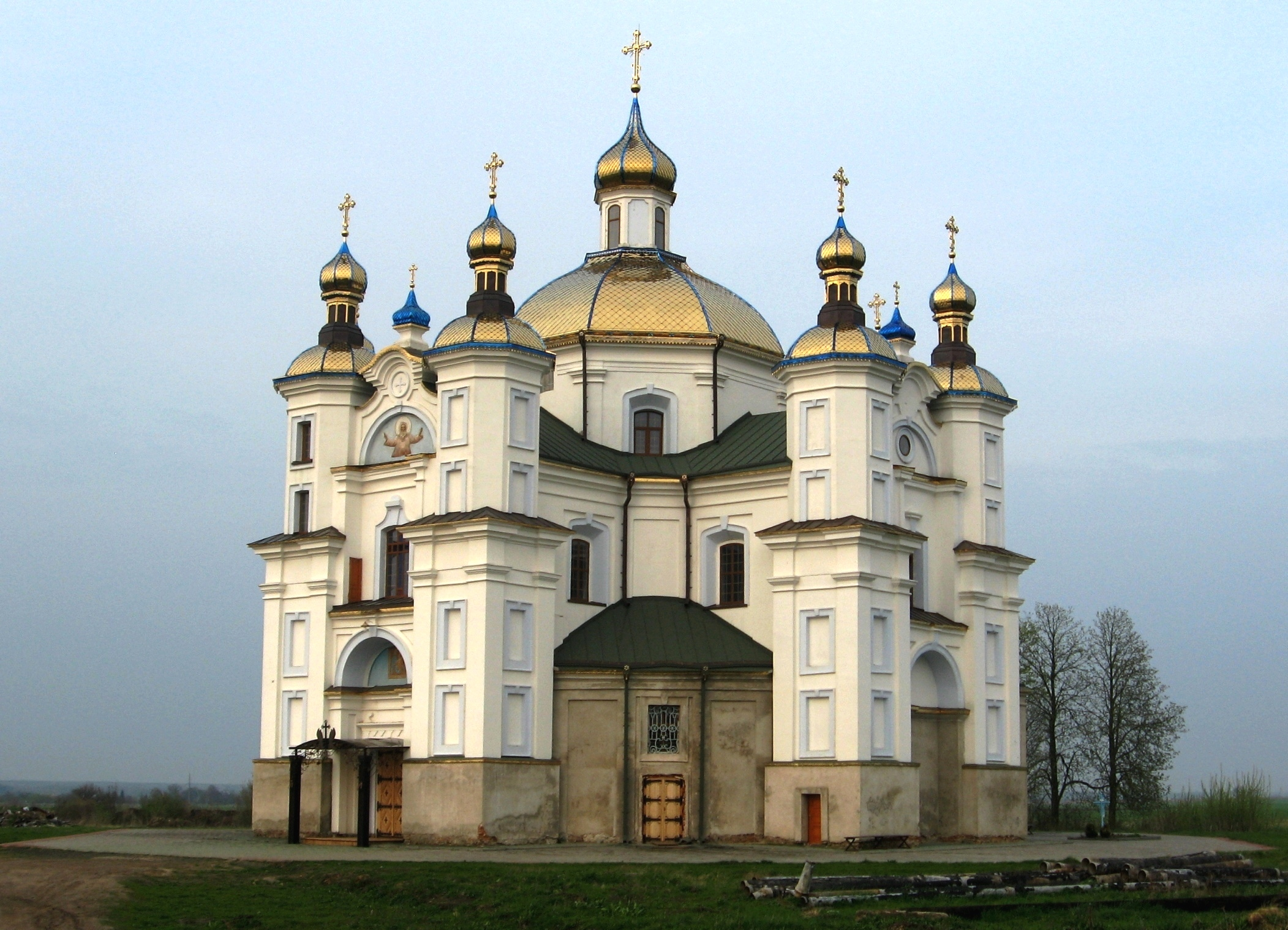
Церковь Покрова Пресвятой Богородицы

Поддубцевская церковь Покрова Пресвятой Богородицы ― памятник архитектуры середины XVIII века в селе Поддубцы Луцкого района Волынской области Украины.

## История церкви
Место для строительства церкви выбрано не случайно: некогда, двумя столетиями ранее, здесь находился православный монашеский скит с деревянной церквушкой Покрова Пресвятой Богородицы. Со временем близ скита выросло село.
После Берестейской унии 1596 года церковь перешла к униатам. В 1740 году княгиня Людвика-Гонората (ум. 1786), жена киевского и брацлавского воеводы Станислава Любомирского (1704—1793), решила возвести каменную церковь и пригласила для этого польского архитектора-иезуита Павла Гижицкого (1692—1762), автора костёла бернардинцев в Луцке, коллегиума иезуитов в Кременце и др. Воевода Станислав Любомирский в то время владел волынскими городами Ровно и Дубно.
В 1745 году церковь перешла под покровительство великого гетмана литовского князя Михаила Казимира Радзивилла (Рыбоньки), резиденция-замок которого находилась неподалёку ― в Олыке. Князь выделил средства на ремонт, оформление и украшение храма.
В Поддубцах у своей подруги Марии Быковской, учительствовавшей в местной церковно-приходской школе побывала Леся Украинка, написавшая об этом очерк «Школа».
Церковь входит в Государственный реестр национального культурного наследия.
Адрес: 45635, Волынская область, Луцкий район, с. Поддубцы, ул. Мира, 14, тел. 79-96-42

## Архитектура церкви

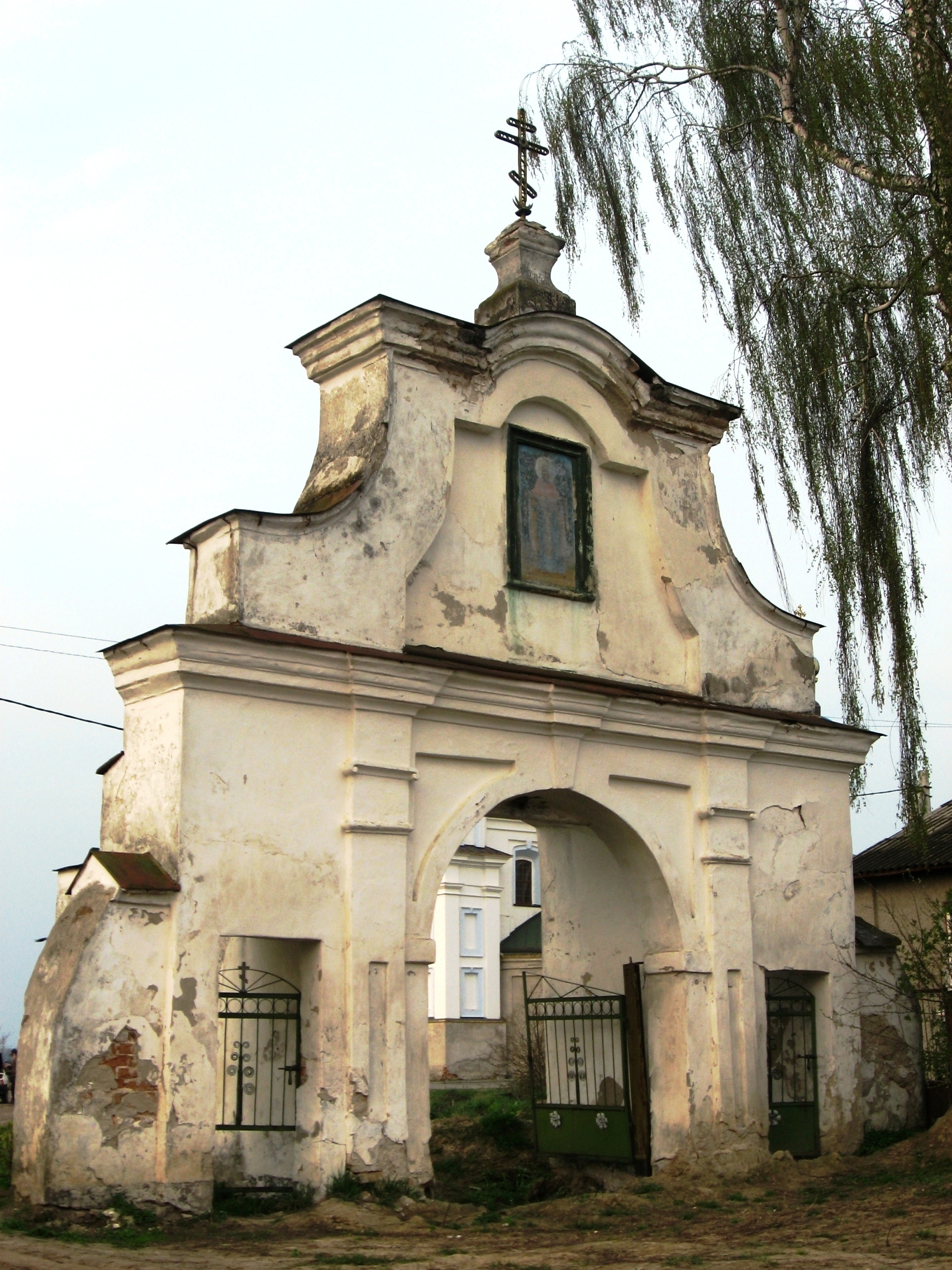
Остатки старой ограды

Покровская церковь является памятником архитектуры позднего барокко с ясно определёнными ордерными деталями, характерными для перехода к классицизму.
Крестовая церковь вписана в каменную ротонду. Здание имеет парные башенки с четырёх сторон, большой купол на четырёх внушительных столбах, создающий девятиглавую композицию. Подобный купол, подчёркивающий центричность композиции, характерен для волынского церковного зодчества.
Квадратные в первом ярусе и восьмигранные во втором башни расчленены пущеными по карнизу лопатками. Фасады с порталами в центре завершены барочными фронтонами, которые увенчаны декоративными главками. Окна в обрамлении лепных наличников.
В церкви сохранилась масляная живопись XVIII века. Внутреннее пространство церкви, устремлённое вверх, усиливается вертикальными полосами орнаментальных росписей, профилировкой массивных пилонов.
От старой ограды остались кирпичные оштукатуренные ворота в виде трехпролетной арки, завершенной криволинейным барочным фронтоном.